# 동부 펀자브어 위키백과

동부 펀자브어 위키백과는 동부 펀자브어로 운영되는 위키백과이다. 기호는 pa이다.